# Biblioteca del Casino de Manresa
La Biblioteca del Casino de Manresa  es una biblioteca comarcal, ubicada en el Casino de Manresa y creada dentro de un edificio modernista, en el punto más céntrico del Paseo de Pedro III de la ciudad de Manresa, en la provincia de Barcelona (fue inaugurada en 1999), es obra del arquitecto manresano Ignasi Oms i Ponsa.

## Historia
Fue durante muchos años sede del centro social de la burguesía de la ciudad, y actualmente es la sede de la Biblioteca Comarcal. Ha sido restaurado y rehabilitado recientemente. La Biblioteca del Casino es un servicio público municipal que garantiza el acceso a la información a todos los ciudadanos y colectivos en el ámbito local y comarcal, gestionado mediante un convenio entre el Ayuntamiento de Manresa y la Diputación de Barcelona y forma parte de su Red de Bibliotecas Municipales. Fue inaugurada en 1999 y toma el relevo que dejan la Biblioteca Popular Sarret y Arbós (1929) y la Biblioteca Pública de La Caixa (1932). Esta biblioteca dispone de unas 200 plazas incluyendo la sala de ordenadores.

## Horarios de invierno
| - Lunes de 16h a 20,30 h - Martes de 10h a 20,30 h | - Miércoles de 10h a 20,30 h - Jueves de 10h a 20,30 h | - Viernes de 10h a 20,30 h - Sábado de 11h a 19,00 h |

## Datos de interés
- Dirección: Passeig de Pere III, 29. Manresa[2]
- Teléfono: 93 875 36 36

## Galería
|                                  |
| Biblioteca del Casino de Manresa |

|                                              |
| Sala de historia de la Biblioteca del Casino |

|                 |
| Salón central 3 |

|                 |
| Salón central 4 |